# Manchester Uniteds historie (-1945)
 For alternative betydninger, se Manchester Uniteds historie. (Se også artikler, som begynder med Manchester Uniteds historie)
Manchester Uniteds historie begyndte i 1878, da ansatte i Lancashire and Yorkshire Railway-selskabet bad om tilladelse og støtte fra sine arbejdsgivere til at danne et fodboldhold. Tilladelsen blev givet og Newton Heath LYR blev født. Holdet spillede på en bane ved North Road, men flyttede senere til Monsall Road. 
I begyndelsen spillede de mod andre jernbanemedarbejdere, både indenfor deres eget selskab og andre hold, og i 1885 deltog de i Manchester Cup, hvor de nåede til finalen. Året efter vandt de turneringen. 

## «Football Alliance»
Selvom Newton Heath ikke var gode nok til at slutte sig til The Football League, var de langt bedre end deres modstandere. Newton Heath tabte ikke en kamp på hjemmebane i de ti første måneder i 1888. Men ideen om kampe på tværs af byer var tænkt, og i 1889 blev en gruppe på 12 hold dannet, deriblandt var Newton Heath. De endte på en ottendeplads. 
Året efter blev det officielle bånd kuttet, da de ikke længere sponsorerede Newton Heath, men det stærke bånd blev opretholdt. De havde i den forbindelse taget LYR væk fra holdnavnet. De fleste spillere var stadig LYR-ansatte. 
1892 blev en succesrig sæson for «Heathens», da de endte på andenpladsen efter Nottingham Forest, hvor de tabte tre kampe på en sæson. Samme år blev turneringen udvidet, slået sammen med alliansen og delt i to divisioner. Newton Heath og Nottingham Forest blev begge inviteret til at spille i førstedivision. De endte sidst i førstedivision, og spillede derfor op- og nedrykingskamp mod Small Heath, som blev nummer et i andendivision, om at blive eller rykke op i førstedivision. 
I 1893 flyttede Newton Heath til et nyt stadion, Bank Street, som lå ved siden af en kemisk fabrik. Det blev i folkemunde sagt, at hvis Newton Heath var ved at tabe, ville den kemiske fabrik udsende farlige gasser ud, for at påvirke de besøgende. 
1893/94 blev ikke bedre, og de måtte derfor igen ud i en kvalifikationskamp mod Liverpool. Denne gang blev Newton Heath besejret 2-0, og måtte derfor rykke ned i andendivision. 

## Næsten konkurs
Den finansielle situation i klubben blev udelukkende værre, hvilket fik negativ virkning på kampene. De klarede kun en tiendeplads i 1901. Tilskuerne svigtede, og gælden steg. Derfor iværksatte klubben et marked på fire dage, for at skaffe penge i klubben. En af attraktioner var en St Bernardshund, som flygtede dagen efter at markedet var slut. 
Det var flugten, og fangningen af hunden der førte til mødet mellem Harry Stafford og John Henry Davies. Sammen fik de skaffet £2000, som var nok til at redde klubben var konkurs.
28. april omdøbte de nye ejere klubben til det nuværende navn, Manchester United Football Club, og John Henry Davies blev klubpræsident. Andre navne blev forslået, som Manchester Celtic og Manchester Central. 
I 1903 tog klubben et vigtigt skridt i den rigtige retning, da de ansatte deres første reelle manager, Ernest Mangnall, en karismatisk reklamemand. Under hans lederskab endte klubben på en tredjeplads i andendivision. Sæsonen efter satte satte United en rekord. De spillede 18 kampe fra september 1904 og februar 1905, hvor de var ubesejret. 
Med et par succesfulde køb af Ernest Mangnall, vandt de oprykning, og kom til kvartfinalen i FA Cuppen. Blandt indkøbene var Billy Meredith, som ifølge visse personer er en af de bedste spillere igennem tiderne. United vandt deres første ligamesterskab i 1908. 
Året efter fulgte succes i FA Cuppen, da de slog Bristol i finalen med 1-0. Sandy Turnbull scorede målet, mens Billy Meredith blev kåret som banens bedste. 

## Old Trafford
1909 var en milepæl for Manchester United. John Henry Davies gav penge til klubben, og lånte £60.000, hvilket var en enorm sum på det tidspunkt, for at fuldføre flytningen til Old Trafford. De spillede sin første kamp 19. februar 1910, men Liverpool ødelagde festen med 3-4 sejr til dem. 
Ernest Mangnall førte klubben til sin første, længere succesfulde periode. De blev vindere af Charity Shield i 1908, FA Cuppen i 1909 og ligaen igen i 1911. Dette blev dog slutningen på en epoke, og Ernest Mangnall skiftede klub til Manchester City.

## Efter 1. verdenskrig
Ligaen blev startet op igen i 1919, men United fik kun en 12. plads. Det værste kom dog først senere og i 1921/22-sæsonen vandt de kun 8 ud af 42 kampe. Billy Meredith forlod klubben i 1921, og fulgte derfor Ernest Mangnall. 
United vendte tilbage til den bedste række i 1925 og endte på en andenplads, efter Leicester. Men i 1927 døde en af grundlæggerne af Manchester United. John Henry Davies havde reddet klubben fra lukning, og ført dem over på Old Trafford. G. H. Lawton erstattede ham som klubpræsident. 
En ny manager, Herbert Bamlett, blev udnævnt, men hans regeringstid var ikke vellykket. Det gik langsomt nedad, og de endte sidst i 1931. De havde startet sæsonen med at tabe 12 kampe i streg. Bamlett mistede jobbet. Spillerne havde mødt op i klubben for at hæve deres løn, men fik at vide, at der ikke var flere penge tilbage i klubkassen. 
En sportsjournalist i Manchester, Stacey Lintott, gik til  James W. Gibson. Han gav et tilbud om at hjælpe, hvis han fik formandsposten. Han ville derudover vælge de øvrige direktører. De havde intet valg, og gik derfor med på hans plan. Han brugte 30.000 pund. Scott Duncan blev deres næste manager. 

## Scott Duncan
I 1934 nåede United deres laveste placering nogensinde. På sidstedagen lå de næstsidst, hvor de skulle spille mod Millwall F.C., som lå et point foran. Med skæbnen i egen hånd, vandt de 2-0, og forblev derfor i andendivision. 
Næste sæson var en forbedring. United endte på en femteplads. De vandt mesterskabet igen i 1936, efter at have været ubesejret i de sidste 19 kampe. 
Glæden varede ikke længe, for nedrykning skete i den efterfølgende sæson.  Scott Duncan trak sig. De havde på daværende tidspunkt £70.000 i gæld. I 1938 rykke de op i førstedivision med en andenplads. Der blev de i 36 år, men rykkede ned efter en 14. plads. Året efter brød 2. verdenskrig ud. 

## Old Trafford blev bombet
Selvom at 2. verdenskrig var i gang, og de normale turneringer var afbrudt, spillede de stadig små turneringer. Old Trafford blev alvorligt beskadiget under et tysk bombeangreb på Manchester. Det tog otte år at genopbygge stadionet, og i den tid delte de stadion med Manchester City på Maine Road.